# Акрополь

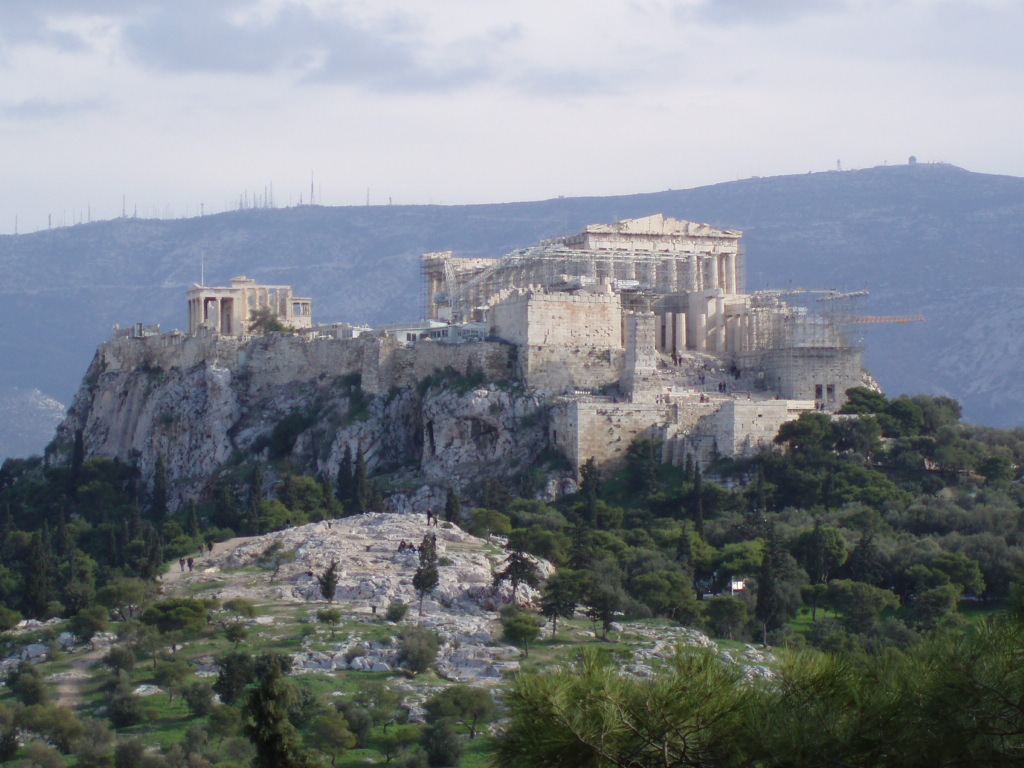
Вид на Афінський акрополь з Ареопагу

Акрополь (від грец. άκρως та грец. πόλις — «верхнє місто») — височинна частина давньогрецького міста. Звичайно акрополь — місце первинного поселення, навколо якого поступово розросталось менш захищене «нижнє місто»: у далекому минулому акрополь слугував прихистком для мешканців міста під час воєн. Іноді акрополь мав власну назву, так в Коринфі його називали Акрокоринфом, а в Фівах - Кадмеєю. В Сиракузах роль акрополя грав острів Ортігія.
В деяких містах, зокрема в Аргосі та Мегарах, акрополів було кілька. 
Найвідомішим з акрополів є акрополь в Афінах, який сьогодні є археологічний заповідником із музеєм і є об'єктом Світової спадщини ЮНЕСКО. Власне, це пагорб заввишки 156 м, 170 м завширшки та довжиною близько 300 м.
Донині збереглися Парфенон — головний храм Стародавніх Афін на честь покровительки міста та усієї Аттики богині Афіни; Пропілеї та залишки Пінакотеки (зібрання картин-пінак), Храму Ніки Аптерос (Перемоги Бескрилої) архітектора Каллікрата. 
Зберігся і донині акрополь в Україні Аттикаліт на території сучасного Криму

## Акрополі у грецьких полісах
|        |        |       |       |
| Коринф | Мегари | Аргос | Мілет |

|      |        |        |          |
| Фіви | Кирена | Тарант | Массалія |